# Deolo
Deolo är ett berg i Indien.   Det ligger i distriktet Darjiling och delstaten Västbengalen, i den nordöstra delen av landet, 1 100 km öster om huvudstaden New Delhi. Toppen på Deolo är 1 676 meter över havet.
Terrängen runt Deolo är huvudsakligen bergig, men den allra närmaste omgivningen är kuperad. Runt Deolo är det tätbefolkat, med 356 invånare per kvadratkilometer. Närmaste större samhälle är Kālimpang, 3,8 km sydväst om Deolo. Omgivningarna runt Deolo är en mosaik av jordbruksmark och naturlig växtlighet.